# پسران لولین دیویس

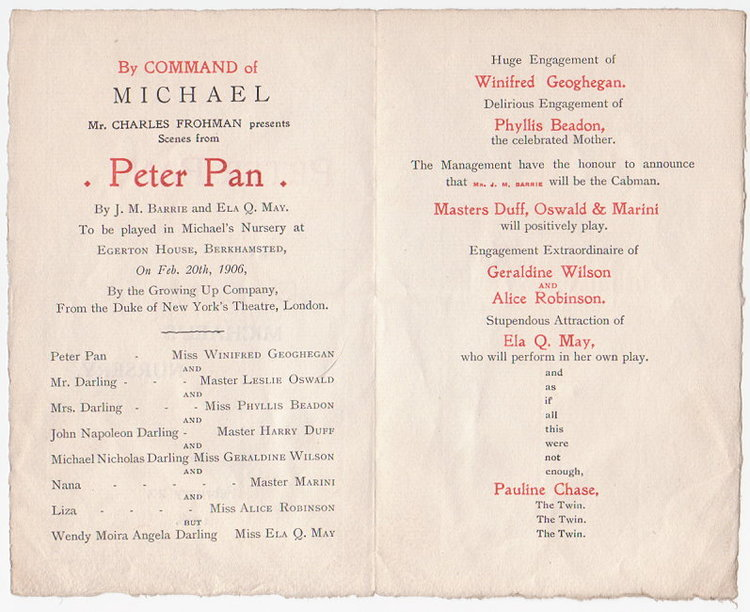
کتاب پسران دیویس

پسران دیویس (انگلیسی: Davies boys) الهام‌بخش داستان‌های پیتر پن توسط جی.ام. بری بودند، که در آن چندتا از شخصیت‌ها به‌نام آن‌ها نامگذاری شدند. آن‌ها پسران سیلویا (۱۸۶۶–۱۹۱۰) و آرتور لولین دیویس (۱۸۶۳–۱۹۰۷) بودند. مادر آن‌ها دختر کاریکاتوریست و نویسندهٔ فرانسوی جرج دو موریه و خواهر بازیگر جرالد دو موریه بود که دخترش نویسنده دافنه دوموریه بود. پدر آن‌ها پسر جان لولین دیویس و برادر مارگارت لولین دیویس بود.
بری پس از مرگ والدینشان سرپرست غیررسمی پسران شد و آن‌ها تا پایان عمر به‌طور علنی با بری و پیتر پن ارتباط داشتند. سه برادر بزرگتر در طول جنگ جهانی اول در ارتش بریتانیا خدمت کردند. دو تن از برادران در اوایل دهه ۲۰ زندگی خود جان باختند (یکی در جنگ، دیگری غرق شد) و سومی در سن ۶۳ سالگی بر اثر خودکشی درگذشت.
پسران عبارتند از:
- جورج (۱۸۹۳–۱۹۱۵)
- جان «جک» (۱۸۹۴–۱۹۵۹)
- پیتر (۱۸۹۷–۱۹۶۰)
- مایکل (۱۹۰۰–۱۹۲۱)
- نیکلاس «نیکو» (۱۹۰۳–۱۹۸۰)